# Мартурель – Фігерас
Мартурель – Фігерас – газопровід в Іспанії.
В 2012 році проклали трубопровід від Мартуреля на околицях Барселони до розташованого на півночі Каталонії містечка Фігерас, що мав довжину 94 кілометра та був виконаний в доволі великому (як для газотранспортної системи Іспанії) діаметрі – 900 мм. Планувалось, що Мартурель – Фігерас стане частиною більш масштабного проекту Midi-Catalonia Pipeline (MidCat), який створить ще один інтерконектор між газотранспортними системами Франції (з підключенняv до існуючої мережі регіону Міді) та Іспанії (з наданням доступу до ресурсу, імпортованого у зрідженому вигляді через термінал Барселона ЗПГ, та трубопроводу Барселона – Валенсія). Втім, французька сторона відмовилась від реалізації проекту MidCat через недостатню економічну обгрунтованість.
У спробі реанімувати MidCat висунули проект його перепрофіліювання під транспортування водню, який, ймовірно, могли б виробляти в Іспанії та/чи Північній Африці на основі відновлюваних джерел електроенергії. Втім, станом на 2025 рік схилялись до того, що навіть у випадку успішного перетворення Іспанії на водневий хаб для подачі ресурсу до Франції буде простіше спорудити офшорний трубопровід.